# Rockefeller Street (musikalbum)
Rockefeller Street är debutalbumet av den estländska sångaren Getter Jaani. Det gavs ut den 2 maj 2011 och innehåller 12 låtar. Med på låten "Valged Ööd" är sångaren Koit Toome. Albumet innehåller bland annat låten "Rockefeller Street" som Jaani representerade Estland med i Eurovision Song Contest 2011.

## Låtlista
| Nr  | Titel                | Längd |
| --- | -------------------- | ----- |
| 1.  | Rockefeller Street   | 3:59  |
| 2.  | Valged Ööd           | 3:50  |
| 3.  | Robot                | 3:58  |
| 4.  | Grammofon            | 3:38  |
| 5.  | Must Klaver          | 3:13  |
| 6.  | Parim Päev           | 3:36  |
| 7.  | Me Kõik Jääme Vanaks | 4:40  |
| 8.  | Saladus              | 3:31  |
| 9.  | Teater               | 3:23  |
| 10. | Ebareaalne           | 3:21  |
| 11. | Alles Alguses        | 4:45  |
| 12. | Rockefeller Street   | 3:50  |

Spår 12 är en remix.